# Kanda (Diang)
Pour les articles homonymes, voir Kanda.
 Kanda est un village du Cameroun situé dans la région de l'Est et le département du Lom-et-Djérem. Il fait partie de l'arrondissement (commune) de Diang.
Dans le groupement Maka du nord, les populations de Kanda parlent l'Assong (différent du Maka), du Bamvele et du Bobilis . C'est un village entouré au nord des Bobilis, au sud des Abakoum et Maka Boanz, à l'est des Maka Byep et à l'ouest des Bamveles.

## Population
En 1966-1967, Kanda comptait 741 habitants, principalement des Maka. Lors du recensement de 2005, on y a dénombré 1 088 personnes.

## Personnalités nées à Kanda
- François Wakata Bolvine, ministre.
- BIDJANGA Larret Barthelemy , conseiller municipal.
- Belle Amougou Dieudonné, Membre du Conseil électoral de Élections Cameroon (Elections Cameroon).